# Etničke grupe Irana
Etničke grupe Irana, 72,212,000	(UN Country Population; 2008)
- Afšari	327,000
- Aimaq, Džamšidi 26,000
- Aimaq, Timuri	177,000
- Ajsori	94,000
- Alviri-Vidari nepoznato
- Armenci, Ermini	204,000
- Astiani	23,000
- Aynallu, Inallu	5,600
- Azerbajanci, 	14,150,000
- Baharlu	8,500
- Bakhtiari	1,078,000
- Baludži, južni	437,000
- Baludži, zapadni	648,000
- Bashkardi	7,700
- Brahui, Kur Galli	16,000
- Britanci	3,000
- Dezfuli	nepoznato
- Eshtehardi nepoznato
- Fars, sjeverozapadni	7,700
- Fars, jugozapadni	7,700
- Francuzi	8,500
- Gabri, Dari	13,000
- Galeshi	2,400
- Gazi	7,700
- Gilaki	3,906,000
- Gozarkhani nepoznato
- Gruzijci	57,000
- Gudžarati	31,000
- Gurani, Hawrami	25,000
- Harzani	31,000
- Hazara	339,000
- Herki	19,000
- Horasanski Turci	815,000
- Iranski Arapi	1,335,000
- Jadgali	nepoznato
- Jharawan	16,000
- Kabatei	nepoznato
- Kajali	nepoznato
- Karakalpaci	46,000
- Karingani	19,000
- Kazasi	5,500
- Haladži	46,000
- Khoini	nepoznato
- Khunsari	23,000
- Korejci	16,000
- Koresh-e Rostam nepoznato
- Koroshi	300
- Kurdi, Sjeverni	428,000
- Kurdi, Južni	3,264,000
- Kurdi, Centralni	485,000
- Laki	1,068,000
- Larestani, Lari	103,000
- Lasgerdi 1,000
- Luri, sjeverni	1,617,000
- Luri, južni	881,000
- Mamasani	109,000
- Mandaean	24,000
- Maraghei nepoznato
- Mazanderani, Tabri	3,908,000
- Moqaddam	1,100
- Mussulman Tati	8,200
- Nafar, Nafar Turk	3,900
- Natanzi	7,700
- Nayini	7,700
- Nijemci	800
- Parsee	359,000
- Paštunci, južni, Afghan	135,000
- Perzijanci, Dari	2,192,000
- Perzijanci 24,782,000
- Pishagchi	1,100
- Pandžapci	31,000
- Qajar	3,400
- Qaragozlu	2,300
- Qashqai, Kashkai	1,690,000
- Razajerdi nepoznato
- Romi, Domari	1,456,000
- Romi, Balkanski	31,000
- Rudbari	nepoznato
- Rusi	2,300
- Salchuq	nepoznato
- Sangisari	37,000
- Semnani	61,000
- Senaya	70
- Shahmirzadi nepoznatro
- Shahrudi nepoznato
- Shahsavani	146,000
- Sivandi	7,700
- Soi	7,700
- Sorkhei	10,000
- Šikaki, Shikaki 25,000
- Tadžici, 	77,000
- Takistani	344,000
- Talijani	6,200
- Tališi, Talish	134,000
- Taromi, gornji nepoznato
- Turci	7,000
- Turkmeni, Turkomani	2,253,000
- Ujguri	5,400
- Urdu, Islami	77,000
- Vafsi	19,000
- Zaljevski Arapi	239,000
- Židovi, Hulaula	300
- Židovi, Judeoperzijski	14,000
- kršćani svetog Ivana